# Wrząca Śląska
Wrząca Śląska (niem. Akrau) – wieś w Polsce położona w województwie dolnośląskim, w powiecie górowskim, w gminie Wąsosz.

## Podział administracyjny
W latach 1975–1998 miejscowość administracyjnie należała do województwa leszczyńskiego.

## Zabytki
Do wojewódzkiego rejestru zabytków wpisane są obiekty:
- zespół dworski:
  - Dwór we Wrzącej Śląskiej, z końca XVIII wieku, 1920 r.
  - park (relikt)
- wieża ciśnień folwarczna z garażem, z 1921 r.